# Richard Lugar
Richard Lugar   (Indianàpolis, 4 d'abril de 1932 - Fairfax, 28 d'abril de 2019) va ser un polític estatunidenc, membre del Partit Republicà, senador per Indiana al Senat dels Estats Units des de 1977 fins al 2013.